# Gluta papuana
Espèce
Statut de conservation UICN

 LC  : Préoccupation mineure
Gluta papuana est une espèce de plantes de la famille des Anacardiaceae.

## Publication originale
- Blumea 24: 14. 1978.